# Green Day
Green Day je rock sastav iz SAD-a osnovan 1987. godine. Grupu čine Billie Joe Armstrong (vokalist i gitarist), Mike Dirnt (bas-gitarist i pozadinski vokalist) te Tré Cool (bubnjar, pozadinski vokalist i udaraljkaš).

## Povijest sastava

### Osnivanje i godine u Lookout! Recordsu (1987. – 1993.)
1987. godine Billie Joe Armstrong i Mike Dirnt osnovali su sastav nazvan Sweet Children. Prvi nastup su održali u Rod's Hickory Pit u Vallejou u Kaliforniji. 1988. godine priključuje im se bubnjar John Kiffmeyer (poznat i kao Al Sobrante). Osim što je bio bubnjar, Kniffmeyer je bio i svojevrsni „menadžer“ skupine, baveći se organizacijom nastupa. 
Ubrzo ih je zapazio Larry Livermore, vlasnik nezavisne izdavačke kuće Lookout! Records te ih pozvao da potpišu ugovor za njegovu izdavačku kuću. 1989. godine snimili su svoj prvi EP, 1.000 Hours. Prije samog izlaska EP-a, sastav je odlučio odbaciti svoje dotadašnje ime Sweet Children i preimenovati se u Green Day, iz razloga što je na lokalnoj sceni bio prisutan sastav sa sličnim imenom, Sweet Baby.
Početkom 1990. godine grupa izdaje prvi album 39/Smooth, te kasnije iste godine izdaju i dva EP-a Slappy i Sweet Children. 1991. izlazi kompilacijski album 1.039/Smoothed Out Slappy Hours, koji je sadržavao pjesme s albuma 39/Smooth i EP-ova 39/Smooth, Slappy i 1.000 Hours. 
Sredinom 1990. godine, ubrzo nakon njihove prve turneje, Kiffmeyer napušta sastav zbog želje da završi fakultet. Tada im se iz grupe  the Lookouts pridružuje sadašnji bubnjar Tre Cool. S novim članom grupa snima i izdaje drugi studijski album Kerplunk. Kerplunk je u SAD-u prodan u više od 50.000 primjeraka, što je bio veliki uspjeh za jedan sastav s nezavisne punk scene 1992. godine.

### Proboj i uspjeh (1994. – 1996.)
Velika popularnost Kerplunka na underground sceni je zainteresirala velike izdavačke kuće za Green Day, i grupa napušta Lookout! te potpisuje ugovor s izdavačkom kućom Reprise Records, nakon što su privukli pozornost producenta Roba Cavalla. Prelaskom u veću izdavačku kuću grupa gubi mnogo obožavatelja s punk scene koji su ih tada prozvali "prodanim dušama".
U veljači 1994. godine izlazi njihov treći studijski album Dookie koji postiže ogroman uspjeh i grupi donosi svjetsku slavu. Singlovi "Longview", "Basket Case" i "When I come around" zauzimaju prva mjesta na rock ljestvicama. Iste godine Green Day kreće na prvu veću turneju s queercore grupom Pansy Division kao predgrupom. Grupa je također nastupila i na festivalima Lollapalooza te Woodstock 1994, na kojem su izazvali neslavnu borbu blatom. Tokom kaosa koji je nastao u publici i na pozornici, zaštitar je zabunom zamijenio basista Mikea za fana iz publike, te mu je pri pokušaju da ga makne s pozornice izbio nekoliko zubi. Nakon Woodstocka grupa dobiva veliku medijsku pozornost, što utječe na prodaju njihovog albuma koji stječe dijamantnu nakladu. 1995. godine grupa dobiva nagradu Grammy za Dookie u kategoriji "Najbolji alternativni album".
Godine 1995. grupa izdaje novi singl "J.A.R." koji se pojavljuje na soundtracku filma "Angus". "J.A.R." se brzo popeo na vrh Billboardove Modern Rock ljestvice. Nedugo nakon singla "J.A.R." izlazi peti studijski album nazvan Insomniac. Insomniac je bio mnogo žešći i mračniji od melodičnog albuma Dookie. Kao omot albuma uzet je dio slike "God Told Me To Skin You Alive" Winstona Smitha.
Insomniac je bio dobro prihvaćen, iako nije bio toliko prodavan kao Dookie. S albuma su objavljeni singlovi "Geek Stink Breath", "Brain Stew/Jaded", "Walking Contradiction" i "Stuck With Me". Green Day je za Insomniac osvojio nekoliko nagrada American Music Awards 1996. godine, a video za singl "Walking Contradiction" bio je nominiran za Grammy. Grupa iste godine kreće na turneju po Europi, no na kraju otkazuje nekoliko koncerata zbog iscrpljenosti i želje da provedu više vremena sa svojim obiteljima.

### Nimrod i Warning (1997. – 2002.)
Nakon stanke 1996., Green Day 1997. počinje raditi na novom studijskom albumu. Grupa i producent Rob Cavallo složili su se da će novi album biti drugačiji od prijašnjih uradaka. Rezultat je bio Nimrod, koji je po zvuku odstupao od standardnog punk rock zvuka na koji su slušatelji bili naviknuti. Novi album je izdan 1997. godine i sadržavao je različite glazbene stilove, od punk rocka, surf rocka i ska zvuka, pa sve do akustičnih balada. S albuma su izdani singlovi "Hitchin' a Ride", "Good Riddance(Time Of Your Life)", "Redundant" i "Nice Guys Finish Last", od kojih "Good Riddance" postiže najveći uspjeh, i osvaja nagradu MTV Video Award u kategoriji Najbolji Alternativni video. Pjesma se također pojavljuje i u finalnoj epizodi serije Seinfeld i u dvije epizode serije ER(Hitna Služba). Iste godine grupa je gostovala i u američkoj animiranoj seriji "King of the Hill", točnije u epizodi nazvanoj "The Man Who Shot Cane Skretteberg".
Godine 2000. Green Day izdaje album Warning, koji je zvukom otišao korak dalje u smjeru koji su zacrtali albumom Nimrod. Album nije bio najbolje prihvaćen od strane publike i kritike ostvario je zlatnu tiražu, za razliku od prijašnjih albuma koji su ostvarili platinastu nakladu. S albuma su skinuti singlovi "Minority", "Warning", "Waiting" i "Macy's Day Parade", od kojih je najveći uspjeh imao singl "Minority".
Tijekom sljedećih godina izlaze album najvećih hitova International Superhits! te kompilacijski album Shenanigans, koji je sadržavao B strane njihovih dotadašnjih singlova, uključujući i instrumental pjesme "Espionage" koja se pojavljuje u filmu "Austin Powers: Špijun koji me hvatao" i koja je bila nominirana za nagradu Grammy u kategoriji "Najbolja Instrumentalna Skladba".
U proljeće 2002. godine, Green Day odlazi na turneju s grupom Blink 182, nazvanu "Pop Disaster Tour". Turneja je prikazana u dokumentarnom filmu "Riding in van with boys".

### American Idiot i ponovna popularnost (2003. – 2006.)
U ljeto 2003. godine grupa je počela raditi na novom studijskom albumu, radnog naziva Cigarettes and Valentines. Nakon snimljenih 20-ak pjesama, master snimke su bile ukradene iz studija. Grupa je unatoč nevolji, odlučila da neće ponovno pokušati snimiti ukraden album, već su odlučili krenuti ispočetka, s obećanjem da će novi materijal biti bolji od ukradenog. U isto vrijeme, grupa je surađivala s Iggyem Popom na njegovom albumu Skull Ring. Također, grupa je bila na ozbiljnoj "band terapiji", koja je uključivala dugačke razgovore, u pokušaju da se smanje razlike između članova u grupi, nakon optužbi basista Mikea i bubnjara Trea da je Billie Joe "nacist u bandu" jer se neprestano eksponira i zapostavlja ostale članove da bi bio u centru pažnje.
Godine 2004. izlazi album American Idiot, koji odmah zasjeda na prvo mjesto Billboardovih ljestvica, a prvi singl „American Idiot“ postaje veliki hit. Album je prozvan „punk rock operom, u čijem je središtu radnje izmišljeni lik prozvan „Jesus of Suburbia“ („Isus iz Predgrađa“). American Idiot je osvojio nagradu Grammy u kategoriji „Najbolji Rock Album“, i grupa je pomela MTV Music Awards, osvojivši 7 nagrada od ukupno 8 nominacija, uključujući i priželjkivanu Viewer's Choice Award.
Tijekom 2005. godine, sastav je održao 150ak nastupa na kojima je promovirao novi album što je ujedno i njihova najduža turneja kojom su posjetili Japan, Australiju, Južnu Ameriku i Veliku Britaniju, gdje su za dva nastupa okupili više od 130.000 ljudi. Za vrijeme American Idiot turneje, snimili su ta dva koncerta na National Bowlu u Milton Keynesu u Engleskoj, koji su prema magazinu Kerrang! proglašeni „najboljim showom na Zemlji“.
Te snimke su bile izdane kao live CD i DVD pod nazivom Bullet in a Bible 15. studenog 2005. godine. CD/DVD je sadržavao hitove s albuma American Idiot, kao i pjesme s prijašnjih albuma, osim s albuma Kerplunk i 1.039/Smoothed Out Slappy Hours. DVD je također sadržavao i snimke iz backstagea, te pripreme za nastupe. Posljednji koncerti njihove turneje 2005. su bili u 14. i 17. prosinca u Sydneyu i Melbourneu u Australiji. 10. siječnja 2006. osvojili su nagradu People's Choice Award za najomiljeniju grupu.
Dana 1. kolovoza 2005. Green Day je objavio vijest da uskraćuje prava svojoj bivšoj izdavačkoj kući Lookout! Records na starije materijale, navodeći dijelove iz ugovora koji se odnose na neisplaćene honorare za autorska prava. Slične žalbe su imali i ostali sastavi koji su nekad bili pod Lookout! Recordsom. Taj pre-Dookie materijal, koji nije bio objavljen gotovo godinu dana, je bio reizdan pod njihovom trenutnom izdavačkom kućom Reprise Records 9. siječnja 2007. 
2006. godine Green Day je osvojio nagradu Grammy u kategoriji „Skladba godine“ s pjesmom „Boulevard of broken dreams“, koja je provela 16 tjedana na vrhu Billboardove Hot 100 ljestvice singlova.
U intervjuu za časopis Kerrang! Billie Joe je otkrio da bi 2008. godine mogao izaći njihov osmi studijski album. U Listopadu 2007. godine, Billie Joe je otkrio više o novom albumu, rekavši da su pjesme pisane na klaviru, i da je napisao oko 45 pjesama. Napomenuo je da želi da novi materijal pokazuje kako se osjeća u srednjim godinama.

### 21st Century Breakdown
U svibnju 2009. izašao je novi, 8. po redu, album Green Daya. Producirao ga je Butch Vig.

## Glazbeni stil i utjecaji
Zvuk Green Daya se često uspoređuje sa sastavima prvog vala punka kao što su Ramones, The Clash, Sex Pistols, The Jam i Buzzcocks. Većina njihovih pjesama sastoji se od distorzirane gitare, brzih, maničnih bubnjeva i sporog, teškog basa. Većina pjesama su brze i kraće od prosječnih 4 minuta (4:00). Billie Joe Armstrong je izjavio kako su na njega najviše utjecale grupe Hüsker Dü i The Replacements, što se može i osjetiti po izmjenjivanju akorda u njihovim pjesmama. Green Day je također obradio pjesmu grupe Hüsker Dü "Don't Want to Know If You Are Lonely", a lik „Mr. Whirly“ u njihovoj pjesmi „Misery“ je preuzet iz istoimene pjesme grupe Replacements. Armstrongovi stihovi najčešće opisuju otuđenost ("Jesus of Suburbia", "Boulevard of Broken Dreams", "Road to Acceptance", "Disappearing Boy", "Castaway"), histeriju ("Basket Case", "Panic Song"), cure ("She", "80" "Only of You"," Maria“, "She's a Rebel"), odrastanje ("Longview" i "Welcome to Paradise"), te posljedice drogiranja ("Geek Stink Breath", "Green Day"). Ramonesi imaju slične teme u pjesmama, poput histerije "Anxiety", "Psycho Therapy"), otuđenosti ("Outsider", "Something To Believe In"), cura ("I Wanna Be Your Boyfriend", "Sheena Is a Punk Rocker"), i drogiranja ("Now I Wanna Sniff Some Glue", "Chinese Rocks"). Green Day je nekoliko puta obradio pjesme Ramonesa, uključujući pjesmu „Outsider“ za tribute album „We're a happy family“, te izvedbu pjesama „Blitzkrieg Bop“ i „Teenage Lobotomy“ kada su Ramonesi bili uvedeni u Rock and Roll Kuću Slavnih 2002. godine.

## Kritike i kontroverze
S izlaskom albuma Dookie i količinom kojom se vrtio na MTV-u, Green Day je bio kritiziran od strane onih koji punk vide kao socijalni pokret nezavisan od korporativnog sponzorstva. S izlaskom albuma American Idiot sastav je naišao na slične kritike. Kao sporno pitanje pojavila se karakterizacija njihovog glazbenog pravca. Kao reakcija na glazbeni stil i njihovu prošlost, mnogi fanovi i glazbenici iznijeli su teške optužbe zbog korištenja termina punk kada je Green Day u pitanju. No zaključeno je da je Green Day neosporivo punk rock sastav. 
Također, gitarist grupe Oasis Noel Gallagher je iskritizirao pjesmu „Boulevard of Broken Dreams“ kao kopiju njihovog hita „Wonderwall“.

## Ostali projekti
Od 1991. godine neki članovi grupe imali su druge projekte s drugim grupama i glazbenicima. Značajni projekti vezani uz Green Day su Pinhead Gunpowder, sastav čiji je član Billie Joe Armstrong (kao i Green Dayev pomoćni gitarist i dugogodišnji prijatelj sastava Jason White), The Frustrators čiji je član basist Mike Dirnt, i The Network, sastav u kojem sva tri člana sviraju pod pseudonimima. Također, sva tri članova sastava su dio grupe Foxboro Hot Tubs.
Green Day se udružio s grupom U2, te su zajednički snimili pjesmu „The Saints are coming“ kako bi pomogli skupiti novac za organizaciju Music Rising, čiji je cilj nabaviti glazbene instrumente za glazbenike koji su ostali bez svojih zbog uragana Katrine. Grupa je također počela surađivati i s organizacijom NDRC u ekološkoj kampanji „Maknite Ameriku od nafte“.
Green Day je snimio obradu pjesme John Lennona „Working Class Hero“ za album Instant Karma: The Amnesty International Campaign to Save Darfur zajedno s dvadesetak drugih glazbenika.
2007. godine sastav se pojavio u cameo ulozi u The Simpsons Movie, za koji su također snimili obradu skladbe „The Simpsons theme“.

## Članovi sastava

### Aktualna postava
- Billie Joe Armstrong – vokalist, gitarist (1987. – danas)
- Mike Dirnt – bas-gitarist, prateći vokalist (1989. – danas); gitara (1987. – 1989.)
- Tré Cool – bubnjar, udaraljkaš, prateći vokalist (1990. – danas)

Jason White je svirao gitaru po turnejama s Green Day-om od 1999.godine.
Od 2012. smatrao se pravim članom sastava jer svira i u studiju i na koncertima. 2016. ponovno svira gitaru samo po turnejama i daje do znanja kako ne želi biti originalni član benda zbog zdravstvenog stanja.

### Bivši članovi
- John Kiffmeyer – bubnjar, udaraljkaš, prateći vokalist (1987. – 1990.)
- Sean Hughes – bass (1987. – 1988.)

### Trenutačni članovi na turnejama
- Jason Freese – klavijaturist, pianist, trombist, saksofonist, harmonikaš, prateći vokalist (2003. – danas)
- Jeff Matika – ritamski gitarist, prateći vokalist (2009. – danas)
- Jason White – gitarist, prateći vokalist (1994. – danas)

### Bivši članovi s turneja
- Kurt Lohmiller – trubač, timpanist, udaraljkaš, prateći vokali (1999. – 2004.)
- Gabrial McNair – trombonist, saksofonis t(1999. – 2001.)
- Garth Schultz – trombonist, trubarč
- Timmy Chunks – gitarist (1997. – 1999.)
- Jeanne Geiger – trombonist (2001)
- Mike Pelino – ritam gitara, prateći vokal (2004. – 2005.)
- Ronnie Blake – trombonist, prateći vokal (2004. – 2005.)

### Povremeni članovi na albumima
- Lady Cobra – vokal na albumu ¡Dos!(2012.)
- Rob Cavallo – pianist na albumu American Idiot (2004.) i ¡Uno!(2012.)
- Stephen Bradley – trubač na albumu Warning (2000.) i Nimrod (1997.)
- Petra Haden – violinist na albumu Nimrod (1997.)
- Gabrial McNair – trombonist na albumu Nimrod (1997.)

## Diskografija
- 39/Smooth (1990.)
- Kerplunk (1991.)
- Dookie (1994.)
- Insomniac (1995.)
- Nimrod (1997.)
- Warning (2000.)
- American Idiot (2004.)
- 21st Century Breakdown (2009.)
- ¡Uno! (2012.)
- ¡Dos! (2012.)
- ¡Tré! (2012.)
- Revolution Radio (2016.)
- Father of All Motherfuckers (2020.)
- Saviors (2024.)

## Vanjske poveznice
- Službena stranica

### Ostali projekti
|  | Zajednički poslužitelj ima još gradiva o temi Green Day |